# Alain Marcoux
Pour les articles homonymes, voir Marcoux.
Alain Marcoux, né le 10 août 1945 à Saint-Norbert, est un homme politique et administrateur canadien actif au Québec. Il est député provincial péquiste de Rimouski de 1976 à 1985, date à laquelle il est battu par le libéral Michel Tremblay et ministre provincial à de nombreuses reprises sous les mandats de René Lévesque et Pierre Marc Johnson. Il devient directeur général de la ville de Montréal depuis décembre 2013 sous l'administration de Denis Coderre. Il quitte ses fonctions peu de temps après l'élection de Valérie Plante, élue en novembre 2017.
En janvier 2019, il devient directeur général de la ville de Terrebonne.

## Biographie
Fils d'agriculteurs, il fait des études de sociologie aux universités de Montréal et de Laval qu'il perfectionne par un stage en administration à l'École nationale d'administration publique. Une fois ses études terminées, il devient professeur d'économie et de sciences sociales au Cégep de Rimouski avant d'en devenir l'administrateur de 1973 à 1977.
Il entame parallèlement une carrière politique au sein du Parti québécois en s'engageant au niveau local et national. Il est ainsi président de la section locale du parti, à Rimouski, de 1971 à 1974, puis président du parti dans la région du Bas-Saint-Laurent, de Gaspésie et des îles-de-la-Madeleine de 1971 à 1977 et membre de l'exécutif national de 1974 à 1977. Il se présente pour le Parti québécois dans la circonscription provinciale de Rimouski lors des élections de 1976 et obtient plus de 53 % des voix. En 1979, il devient adjoint parlementaire du	ministre des Affaires sociales puis obtient 61 % des suffrages largement lors des élections de 1981.
Après sa réélection, il devient successivement ministre des Travaux publics et de l'Approvisionnement, ministre du Revenu, ministre des Affaires municipales puis ministre délégué à l'Aménagement. Il sert ainsi au long de la mandature auprès des deux Premiers ministres successifs. Il se représente en 1985 mais il est battu par le libéral Michel Tremblay, qui le devance de 284 voix. Il redevient alors administrateur du Cégep de Rimouski en tant qu'administrateur en 1986 tout en assurant la direction générale du Parti québécois de 1986 à 1988.
Il dirigera ensuite le Centre de psycho-éducation du Québec (1988-1989) puis les relations gouvernementales à l'Union des municipalités du Québec (1989-1991). Il entame en 1991 une carrière de direction générale pour des municipales à la ville de Sainte-Foy. Il occupera le poste jusqu'en 2001 avant de devenir directeur général adjoint de la ville de Québec, puis	directeur général à partir d'avril 2006. Il démissionne en novembre 2013, quelques mois avant la fin de son mandant. Quelques jours plus tard, il est nommé directeur général de la ville de Montréal sous la direction de Denis Coderre, ancien élu libéral et nouveau maire de la ville.

## Résultats électoraux
|                                                                                               | Nom                     | Parti           | Nombre de voix | %      | Maj. |
| --------------------------------------------------------------------------------------------- | ----------------------- | --------------- | -------------- | ------ | ---- |
|                                                                                               | Michel Tremblay         | Libéral         | 15 116         | 49,1 % | 284  |
|                                                                                               | Alain Marcoux (sortant) | Parti québécois | 14 832         | 48,2 % | -    |
|                                                                                               | Réal Saint-Laurent      | Union nationale | 853            | 2,8 %  | -    |
| Total                                                                                         | Total                   | Total           | 30 801         | 100 %  |      |
| Le taux de participation lors de l'élection était de 74,6 % et 557 bulletins ont été rejetés. |                         |                 |                |        |      |

|                                                                                               | Nom                     | Parti              | Nombre de voix | %      | Maj.  |
| --------------------------------------------------------------------------------------------- | ----------------------- | ------------------ | -------------- | ------ | ----- |
|                                                                                               | Alain Marcoux (sortant) | Parti québécois    | 20 106         | 61 %   | 8 963 |
|                                                                                               | Georges Fafard          | Libéral            | 11 143         | 33,8 % | -     |
|                                                                                               | Maurice Bouillon        | Union nationale    | 1 525          | 4,6 %  | -     |
|                                                                                               | Régine Valois           | Communiste ouvrier | 97             | 0,3 %  | -     |
|                                                                                               | Normand Fournier        | Marxiste-léniniste | 66             | 0,2 %  | -     |
| Total                                                                                         | Total                   | Total              | 32 937         | 100 %  |       |
| Le taux de participation lors de l'élection était de 83,9 % et 206 bulletins ont été rejetés. |                         |                    |                |        |       |

|                                                                                               | Nom                            | Parti                 | Nombre de voix | %      | Maj.  |
| --------------------------------------------------------------------------------------------- | ------------------------------ | --------------------- | -------------- | ------ | ----- |
|                                                                                               | Alain Marcoux                  | Parti québécois       | 15 232         | 53 %   | 5 146 |
|                                                                                               | Claude Saint-Hilaire (sortant) | Libéral               | 10 086         | 35,1 % | -     |
|                                                                                               | Raynald Voyer                  | Union nationale       | 1 664          | 5,8 %  | -     |
|                                                                                               | Alain Martel                   | Ralliement créditiste | 1 651          | 5,7 %  | -     |
|                                                                                               | Yvan Tronstad                  | Indépendant           | 87             | 0,3 %  | -     |
| Total                                                                                         | Total                          | Total                 | 28 720         | 100 %  |       |
| Le taux de participation lors de l'élection était de 86,3 % et 605 bulletins ont été rejetés. |                                |                       |                |        |       |